# Isabella Vértes-Schütter

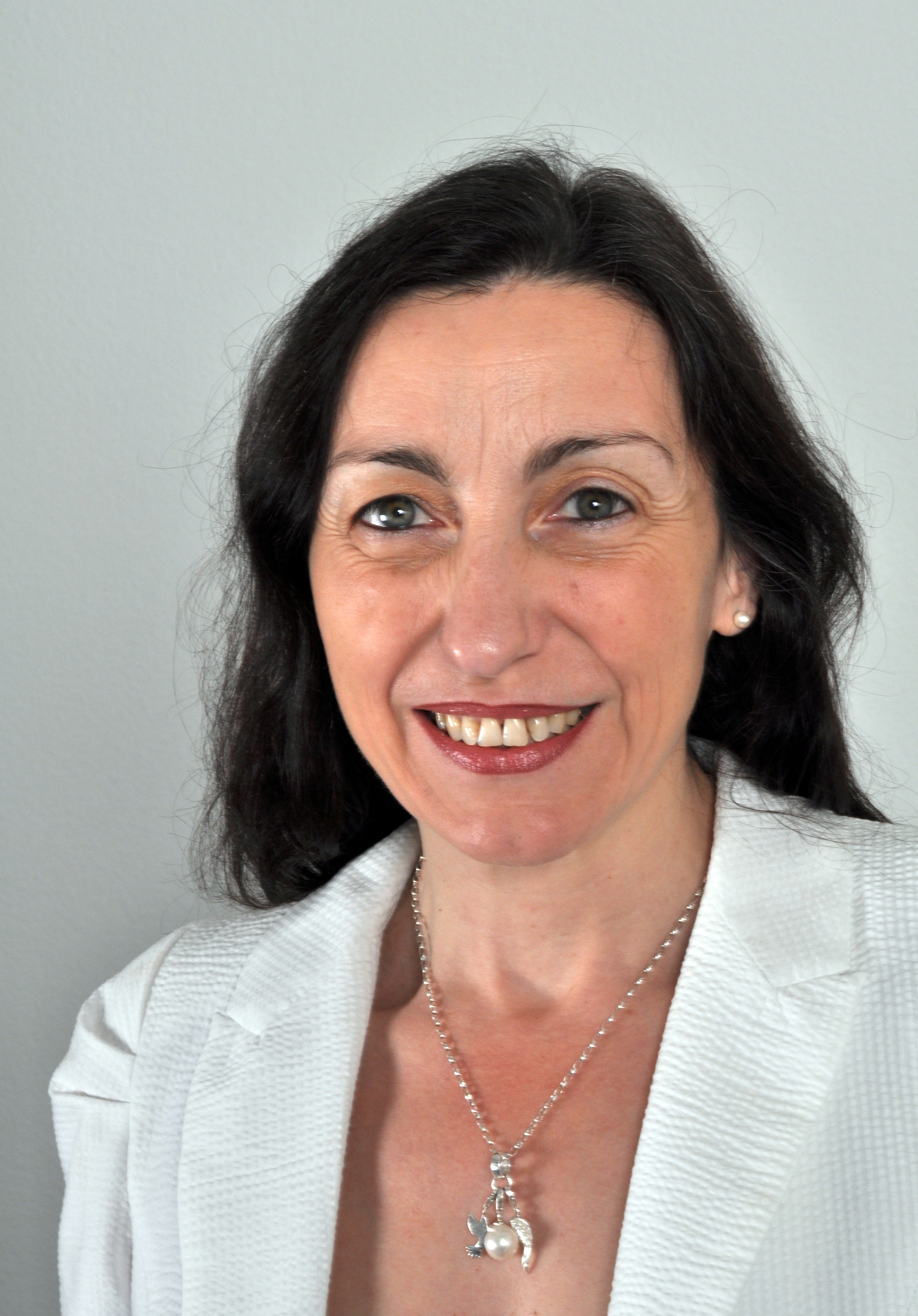
Isabella Vértes-Schütter 2011

Isabella Vértes-Schütter (* 22. April 1962 in Hamburg) ist eine deutsche Künstlerin und Politikerin der SPD sowie Mitglied der Hamburgischen Bürgerschaft.

## Leben
Isabella Vértes-Schütter ist die Tochter der Opernsängerin Helga Pilarczyk. Sie ist verwitwet – ihr Mann Friedrich Schütter war Theaterintendant – und hat drei Kinder. Während der Schulzeit nahm sie Schauspielunterricht bei Annemarie Marks-Rocke. Nach dem Abitur 1980 am Christianeum studierte Isabella Vértes-Schütter Medizin und schloss das Studium 1987 mit der Promotion zum Dr. med. ab. Zusätzlich machte sie eine Schauspielausbildung. Ab 1988 wirkte sie künstlerisch bei der Hammoniale – Festival der Frauen auf Kampnagel mit. Später spielte sie am Ernst Deutsch Theater und am Thalia Theater (Hamburg). Sie übernahm 1994 die Festivalleitung der Hammoniale – Festival der Frauen. Seit 1995 ist Isabella Vértes-Schütter als Nachfolgerin ihres verstorbenen Mannes Intendantin des Ernst Deutsch Theaters.

## Politik
Isabella Vértes-Schütter ist Mitglied der SPD. Bei der Bürgerschaftswahl in Hamburg 2011 kandidierte sie auf Platz 60 der Landesliste und wurde in die Bürgerschaft gewählt. Bei der Bürgerschaftswahl 2015 kandidierte sie auf Platz 11 der Landesliste und erlangte mit 9208 personenbezogenen Stimmen erneut ein Mandat.
Am 23. Februar 2020 und am 2. März 2025 gelang Vértes-Schütter erneut der Einzug in die (22. bzw. 23. Wahlperiode) Hamburgische Bürgerschaft.

## Ehrungen
Isabella Vértes-Schütter wurde mit dem Verdienstorden der Bundesrepublik Deutschland, dem Patriziatspreis der Hamburger Oberalten und dem Titel „Hamburgerin des Jahres 2001“ geehrt. 2022 erhielt sie den Deutschen Schauspielpreis als Ehrenpreis „Inspiration“.